# Östersunds Fotbollsklubb

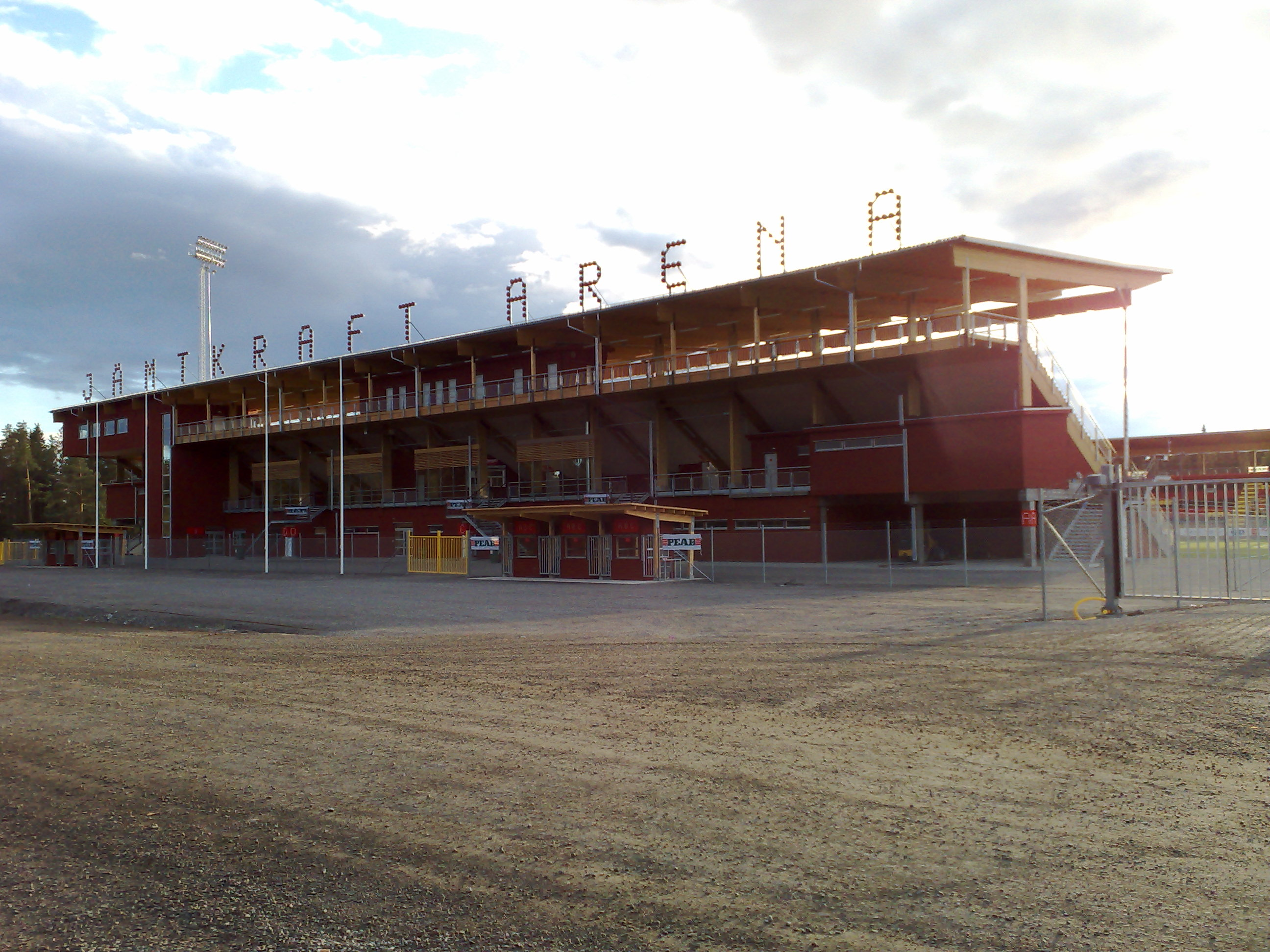
Jämtkraft Arena

O Östersunds Fotbollsklubb, ou simplesmente Östersunds FK, é um clube de futebol da Suécia fundado em 31 de outubro de 1996. Sua sede fica localizada em Östersund.

## Títulos
| Nacionais | Nacionais        | Nacionais | Nacionais  |
|           | Competição       | Títulos   | Temporadas |
| --------- | ---------------- | --------- | ---------- |
| Suécia    | Copa da Suécia   | 1         | 2016–17    |
| Suécia    | Division 1 Norra | 1         | 2012       |

Atualizado em 06 de novembro de 2017.

## Jogadores Notáveis

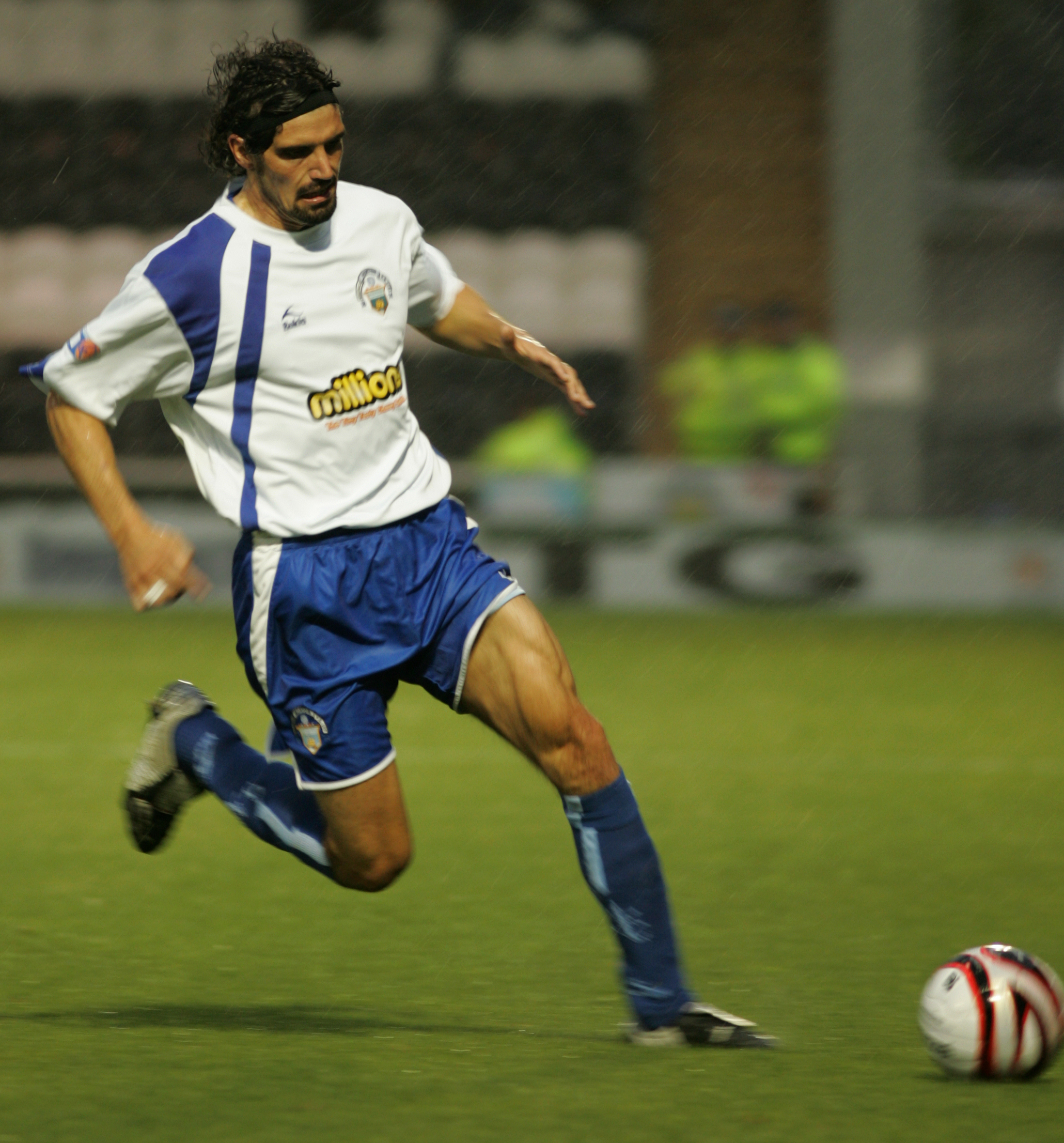
Brian Wake, artilheiro da quarta divisão sueca de 2011, com 24 gols.

## Elenco atual
- Atualizado até 19 de setembro de 2023[5]

Nota: Bandeiras indicam equipe nacional, conforme definido pelas regras de elegibilidade da FIFA. Os jogadores podem ter mais de uma nacionalidade não-FIFA.
| N.º |                 | Posição | Jogador                  |
| --- | --------------- | ------- | ------------------------ |
| 1   | Guiné           | G       | Aly Keita (capitão)      |
| 2   | Suécia          | D       | Cesar Weilid             |
| 3   | Costa do Marfim | D       | Kalpi Ouattara           |
| 4   | Noruega         | D       | Kristian Novak           |
| 5   | Noruega         | D       | Kevin Jablinski          |
| 6   | Suécia          | D       | Jakob Hedenquist         |
| 7   | Suécia          | M       | André Österholm          |
| 8   | Brasil          | M       | Erick Brendon            |
| 9   | Suécia          | A       | Sebastian Karlsson Grach |
| 10  | Suécia          | A       | Simon Marklund           |
| 11  | Ucrânia         | D       | Mykola Musolitin         |
| 15  | Suécia          | M       | Jakob Johnsson           |
| 16  | Suécia          | M       | Albin Sporrong           |

| N.º |                 | Posição | Jogador                                    |
| --- | --------------- | ------- | ------------------------------------------ |
| 17  | Suécia          | A       | Malcolm Stolt                              |
| 18  | Ucrânia         | D       | Myroslav Mazur                             |
| 19  | Suécia          | M       | André Nader                                |
| 21  | Suécia          | M       | Simon Kroon                                |
| 22  | Suécia          | D       | Theodore Rask (emprestado pelo Norrköping) |
| 24  | Suécia          | G       | Anton Berg                                 |
| 25  | Noruega         | M       | Mansour Sinyan                             |
| 27  | Suécia          | D       | Ziad Ghanoum                               |
| 28  | Costa do Marfim | M       | Yannick Adjoumani (emprestado pelo Häcken) |
| 29  | Suécia          | A       | Calvin Kabuye (emprestado pelo AIK)        |
| 30  | Inglaterra      | G       | Andrew Mills                               |